# Паац, Херберт
Херберт Паац (настоящая фамилия — Фиебрандт) (нем. Herbert Paatz; 2 июня 1898, Берлин — ноябрь 1944, Прага) — немецкий писатель и журналист.

## Биография
Во время Первой мировой войны в 1917 году отказался от военной службы, был заключён в тюрьму до конца войны. Член КПГ. Участник ноябрьской революции 1918 года в Германии. Депутат Рабочих советов. 
В начале 1920-х годов — социальный работник, депутат берлинского окружного парламента от фракции молодых коммунистов. Окончил вечернюю школу, позже изучал зоологию в Берлинском университете.
До конца 1930-х годов — внештатный журналист, автор многочисленных научных статей. Взял псевдоним Герберт Паац, в связи с нацистской цензурой. 
Тогда же добился популярности как детский писатель, автор книг, переведенных на несколько иностранных языков (французский, голландский). 
Во второй половине 1944 года был зачислен в Вермахт, но в ноябре пропал без вести в Праге.

## Творчество
В серии книг о старом докторе Кляйнмахере, изобретателе многочисленных процессов, включая миниатюризацию, для изучения животного мира, растений и физических процессов, автор описывает учёного, который сопутствует двум детям — девочке и мальчику (прототипом послужил сын автора Дитер) с помощью препарата, уменьшающего размеры в их фантастических путешествиях по миру животных и растений.

## Избранные произведения
- Doktor Kleinermacher führt Dieter in die Welt (1938)
- Abenteuer in Doktor Kleinermachers Garten (1940)
- Doktor Kleinermachers Erlebnisse zwischen Keller und Dach (1951)